# Пассивный доход
Пасси́вный дохо́д — доход, не зависящий от ежедневной деятельности. К таковым относят проценты на вклады, дивиденды. Ряд авторов к пассивному доходу относит арендные платежи.

## Основные категории пассивного дохода
От владения:
- банковскими депозитами, облигациями (проценты)
- ценными бумагами (дивиденды)
- недвижимостью (аренда)
- авторскими правами

Стоит учитывать, что капитал имеет свойство не только приносить доход, но и содержит в себе риск убытков.